# Zimowe Igrzyska Olimpijskie 2018
Zimowe Igrzyska Olimpijskie 2018, XXIII Zimowe Igrzyska Olimpijskie – edycja zimowych igrzysk olimpijskich, które odbyły się w południowokoreańskim Pjongczangu w dniach 9–25 lutego 2018 roku. 
Gospodarz igrzysk został wybrany 6 lipca 2011 roku podczas 123. Sesji Międzynarodowego Komitetu Olimpijskiego (MKOl) w Durbanie. Pjongczang wygrał już w pierwszej rundzie głosowania, uzyskując 63 głosy. Pokonał drugie Monachium o 38 głosów, a francuskie Annecy o 45 głosów. Wcześniej ten południowokoreański powiat już dwukrotnie ubiegał się o organizację zimowych igrzysk olimpijskich: w 2010 i 2014. Głównym miejscem przeprowadzania igrzysk była gmina Daegwallyeong-myeon (największy ośrodek sportów zimowych w Korei Południowej).

## Kandydaci
Aplikacje złożyły trzy miasta – dwa z Europy i jedno z Azji:
- Annecy – zimowe igrzyska olimpijskie we Francji odbywały się wcześniej trzykrotnie (Chamonix 1924, Grenoble 1968, Albertville 1992);
- Monachium – w przypadku zwycięstwa zostałoby pierwszym miastem w historii, które gościłoby zarówno letnie, jak i zimowe igrzyska olimpijskie (w 1972 było organizatorem XX Letnich Igrzysk Olimpijskich);
- Pjongczang – ubiegało się o zimowe igrzyska olimpijskie po raz trzeci z rzędu, w 2010 nieznacznie przegrało z Vancouver, a w 2014 z Soczi.

Pierwszy etap:
22 czerwca 2010 Międzynarodowy Komitet Olimpijski dokonał w Lozannie wyboru trzech miast, które będą ubiegać się o organizację igrzysk.
Drugi etap:
6 lipca 2011 podczas 123. Sesji MKOl w Durbanie wybrano powiat Pjongczang na gospodarza zimowych igrzysk olimpijskich w 2018 roku.
| Miasto     | Państwo          | Runda 1 |
| Pjongczang | Korea Południowa | 63      |
| Monachium  | Niemcy           | 25      |
| Annecy     | Francja          | 7       |

## Rozgrywane dyscypliny
Uczestnicy zimowych igrzysk w Pjongczangu w 2018 roku rywalizowali w 102 konkurencjach w 15 dyscyplinach sportowych. Po raz pierwszy w historii na igrzyskach zostały rozegrane następujące konkurencje: Big Air, curling par mieszanych, bieg masowy w łyżwiarstwie szybkim i zawody drużynowe w narciarstwie alpejskim.
| - Biathlon (11) - Biegi narciarskie (12) - Bobsleje (3) - Curling (3) - Hokej na lodzie (2) - Kombinacja norweska (3) - Łyżwiarstwo figurowe (5) - Łyżwiarstwo szybkie (14) | - Narciarstwo alpejskie (11) - Narciarstwo dowolne (10) - Saneczkarstwo (4) - Short track (8) - Skeleton (2) - Skoki narciarskie (4) - Snowboarding (10) |

## Państwa biorące udział w XXIII Zimowych Igrzyskach Olimpijskich
Na XXIII Zimowe Igrzyska Olimpijskie zakwalifikowali się reprezentanci 92 państw oraz zawodnicy z Rosji występujący pod flagą olimpijską jako „Olimpijscy sportowcy z Rosji” (ang. Olympic Athletes from Russia). 5 grudnia 2017 roku przewodniczący MKOl, Thomas Bach ogłosił decyzję o wykluczeniu Rosji z udziału w igrzyskach. Decyzja ta została podjęta w oparciu o ustalenia trwającego 17 miesięcy śledztwa, zgodnie z którymi wielu rosyjskich sportowców korzystało w latach 2012–2015 z systematycznego programu dopingowego, prowadzonego przez władze ich kraju. Zawodnicy z Rosji, którzy udowodnili, że nie stosowali dopingu, otrzymali od MKOl prawo występu na igrzyskach pod flagą olimpijską.  
Na mocy podpisanej 20 stycznia 2018 roku przez delegacje Korei Północnej i Korei Południowej Olimpijskiej Deklaracji Półwyspu Koreańskiego sportowcy z obydwu państw wystąpili na ceremonii otwarcia igrzysk jako jedna reprezentacja pod Flagą Zjednoczenia, niesioną przez dwóch chorążych, po jednym z każdego kraju. Ponadto, w oparciu o zapisy deklaracji oba kraje wystawiły w olimpijskim turnieju hokeja na lodzie kobiet jednolitą, oznaczoną Flagą Zjednoczenia drużynę, powstałą poprzez dołączenie 12 zawodniczek i jednego urzędnika z Korei Północnej do dotychczasowego, liczącego 23 osoby składu Korei Południowej.
Na zimowych igrzyskach w Pjongczangu zadebiutowali reprezentanci 6 państw: Ekwadoru, Erytrei, Kosowa, Malezji, Nigerii i Singapuru.
1. Albania (2)
2. Andora (6)
3. Argentyna (6)
4. Armenia (3)
5. Australia (51)
6. Austria (105)
7. Azerbejdżan (1)
8. Belgia (21)
9. Bermudy (1)
10. Białoruś (33)
11. Boliwia (2)
12. Bośnia i Hercegowina (4)
13. Brazylia (9)
14. Bułgaria (21)
15. Chile (7)
16. Chińska Republika Ludowa (81)
17. Chińskie Tajpej (4)
18. Chorwacja (19)
19. Cypr (1)
20. Czarnogóra (3)
21. Czechy (95)
22. Dania (17)
23. Ekwador (1)
24. Erytrea (1)
25. Estonia (22)
26. Filipiny (2)
27. Finlandia (106)
28. Francja (107)
29. Ghana (1)
30. Grecja (4)
31. Gruzja (4)
32. Hiszpania (13)
33. Holandia (33)
34. Hongkong (1)
35. Indie (2)
36. Iran (4)
37. Irlandia (5)
38. Islandia (5)
39. Izrael (10)
40. Jamajka (3)
41. Japonia (124)
42. Kanada (226)
43. Kazachstan (46)
44. Kenia (1)
45. Kirgistan (2)
46. Kolumbia (4)
47. Korea (35)
48. Korea Południowa (122) (organizator)
49. Korea Północna (10)
50. Kosowo (1)
51. Liban (3)
52. Liechtenstein (3)
53. Litwa (9)
54. Luksemburg (1)
55. Łotwa (35)
56. Macedonia (3)
57. Madagaskar (1)
58. Malezja (2)
59. Malta (1)
60. Maroko (2)
61. Meksyk (4)
62. Mołdawia (2)
63. Monako (3)
64. Mongolia (2)
65. Niemcy (156)
66. Nigeria (3)
67. Norwegia (109)
68. Nowa Zelandia (21)
69. Pakistan (2)
70. Polska (62)
71. Południowa Afryka (1)
72. Portoryko (1)
73. Portugalia (2)
74. Rumunia (27)
75. San Marino (1)
76. Serbia (4)
77. Singapur (1)
78. Słowacja (56)
79. Słowenia (71)
80. Stany Zjednoczone (242)
81. Szwajcaria (169)
82. Szwecja (116)
83. Tajlandia (4)
84. Timor Wschodni (1)
85. Togo (1)
86. Tonga (1)
87. Turcja (8)
88. Ukraina (33)
89. Uzbekistan (2)
90. Węgry (19)
91. Wielka Brytania (59)
92. Włochy (122)
93. Olimpijscy sportowcy z Rosji (168)

## Symbole igrzysk

### Logo
Projekt logo XXIII Zimowych Igrzysk Olimpijskich ma swoje źródła w alfabecie koreańskim, znanym jako Hangul. Oba elementy umieszczone w górnej części przypominają pierwsze spółgłoski w każdej sylabie słowa „Pjongczang” w transkrypcji koreańskiej. Symbol lewy jednocześnie symbolizuje miejsce spotkania, w którym trzy elementy koreańskiego humanizmu Cheon-ji-in (czyli „Niebo, ziemia i człowiek”) są w pełnej harmonii.
Symbol prawy jest natomiast uosobieniem sportów zimowych, śniegu i lodu, ale także gwiazd sportu. W całości logo symbolizuje miejsce, w którym spotka się niebo, ziemia i rywalizujące ze sobą na śniegu i lodzie gwiazdy sportów zimowych z całego świata. Utrzymane jest w tradycyjnych kolorach olimpijskich – żółtym, czarnym, czerwonym, niebieskim i zielonym.

### Maskotka
Maskotką igrzysk olimpijskich w Pjongczangu wybrany został biały tygrys o imieniu Soohorang (kor. 수호랑). Jest ono zbitką dwóch koreańskich słów – sooho, oznaczającego ochronę oraz ho-rang-i, czyli tygrys. Soohorang ma być zatem tygrysem, sprawującym ochronę nad przebiegiem zawodów.
Obok białego tygrysa, organizatorzy wyróżnili także niedźwiedzia himalajskiego, noszącego imię Bandabi (kor. 반다비). Niedźwiedź himalajski jest maskotką igrzysk paraolimpijskich .
Maskotki igrzysk, zaprezentowane po raz pierwszy 27 czerwca 2014 roku, przedstawiają zwierzęta zamieszkujące terytorium Azji. W dniu 2 czerwca 2016 roku Międzynarodowy Komitet Olimpijski zatwierdził wzory maskotek igrzysk.

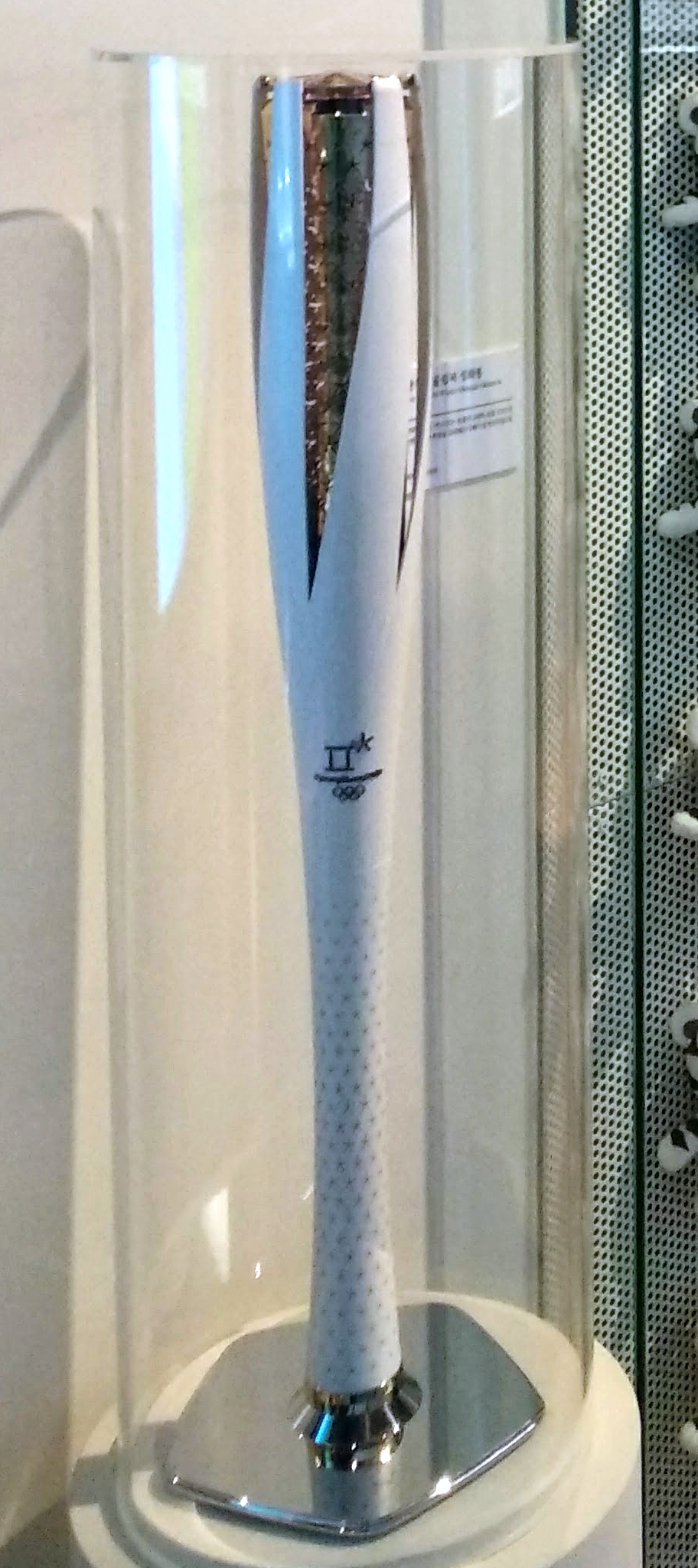
Pochodnia olimpijska Zimowych Igrzysk Olimpijskich 2018

### Pochodnia olimpijska
Pochodnia olimpijska ma dokładnie 700 mm długości, co odpowiada wysokości miasteczka Pyeongchang-eup, które znajduje się 700 metrów nad poziomem morza. Pięć filarów w górnej części pochodni zostało zaprojektowanych tak, aby przypominały płonący płomień, a pięciokątne kształty w górnej i dolnej części symbolizują pięć kontynentów świata. Żółte wzory w kształcie gwiazdy i perforacje zdobiące każdy koniec pochodni reprezentują ludzi zamieszkujących wszystkie pięć kontynentów.

### Medale

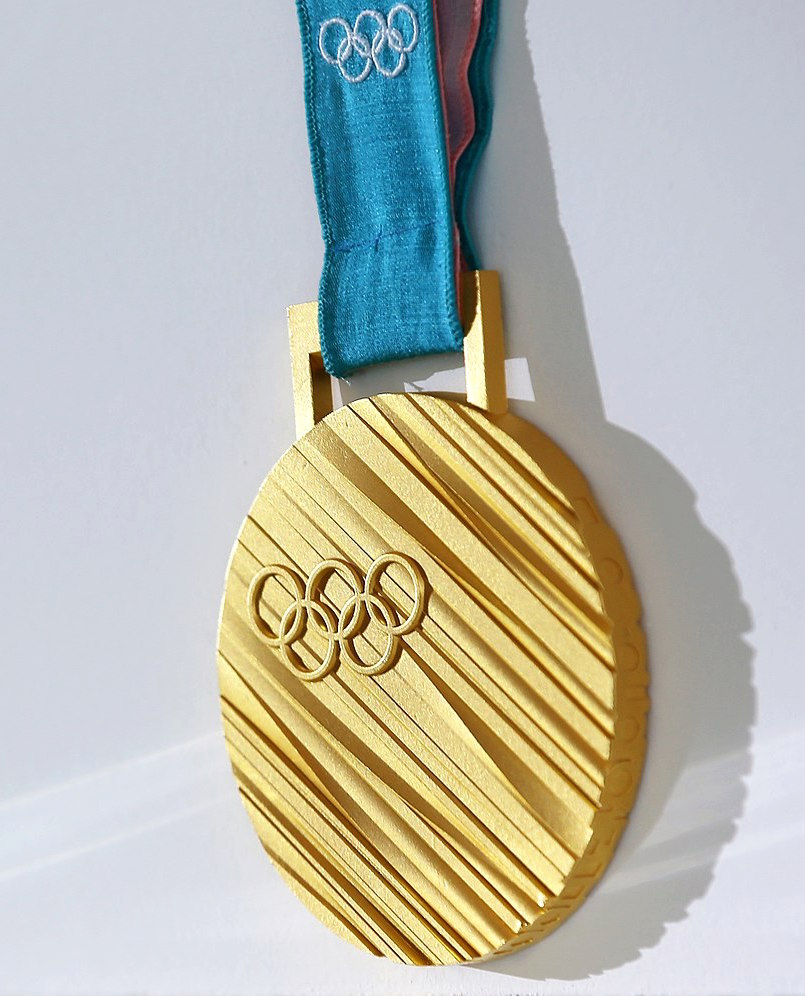
Złoty medal

Na awersie medali znajdują się ukośne linie, symbolizujące historię olimpiady i determinację sportowców. Na rewersie znajdują się dyscypliny sportowe igrzysk. Taśmy do medali tworzone są przy użyciu tradycyjnych koreańskich tkanin. Projektantem medali był koreański projektant Lee Suk-woo.
Złoty medal olimpijski waży 586 g, srebrny 580 g, zaś brązowy – 493 g.
Olimpijskie medale mają 92,5 mm szerokości, 109 mm długości (wliczając uchwyt na szarfę) oraz w zależności od krążka 4,4-9,42 mm grubości.
Złote i srebrne medale są wykonane ze srebra o czystości 99,9%. Złote medale pokryte są warstwą czystego złota o masie 6 gramów. Brązowe medale zostały z kolei wykonane z czerwonego mosiądzu CuZn
10.

## Przebieg zawodów
Zawody rozgrywane były w dniach 9–25 lutego 2018 roku. Dzień przed oficjalnym otwarciem igrzysk olimpijskich (9 lutego) odbyły się pierwsze zawody, kwalifikacje mężczyzn do konkursu skoków narciarskich na normalnej skoczni oraz turniej par mieszanych w curlingu.
Pierwszą złotą medalistką igrzysk została szwedzka biegaczka Charlotte Kalla – start w biegu łączonym kobiet (7,5 km + 7,5 km).

### Kalendarz
W poniższym kalendarzu zaprezentowano dni, w których rozdane zostały medale w danej dyscyplinie (żółty kolor), rozegrane zostały eliminacje (niebieski kolor), rozegrana była gala łyżwiarzy figurowych (jasnożółty), ceremonia otwarcia (zielony) i zamknięcia igrzysk (czerwony).
| Luty 2018             | 8 C | 9 P | 10 S | 11 N | 12 P | 13 W | 14 Ś | 15 C | 16 P | 17 S | 18 N | 19 P | 20 W | 21 Ś | 22 C | 23 P | 24 S | 25 N | Liczba konkurencji |
| --------------------- | --- | --- | ---- | ---- | ---- | ---- | ---- | ---- | ---- | ---- | ---- | ---- | ---- | ---- | ---- | ---- | ---- | ---- | ------------------ |
| Biathlon              |     |     | ●    | ●    | ●    |      | ●    | ●    |      | ●    | ●    |      | ●    |      | ●    | ●    |      |      | 11                 |
| Biegi narciarskie     |     |     | ●    | ●    |      | ●    |      | ●    | ●    | ●    | ●    |      |      | ●    |      |      | ●    | ●    | 12                 |
| Bobsleje              |     |     |      |      |      |      |      |      |      |      | ●    | ●    | ●    | ●    |      |      | ●    | ●    | 3                  |
| Curling               | ●   | ●   | ●    | ●    | ●    | ●    | ●    | ●    | ●    | ●    | ●    | ●    | ●    | ●    | ●    | ●    | ●    | ●    | 3                  |
| Hokej na lodzie       |     |     | ●    | ●    | ●    | ●    | ●    | ●    | ●    | ●    | ●    | ●    | ●    | ●    | ●    | ●    | ●    | ●    | 2                  |
| Kombinacja norweska   |     |     |      |      |      |      | ●    |      |      |      |      |      | ●    |      | ●    |      |      |      | 3                  |
| Łyżwiarstwo figurowe  |     | ●   |      | ●    | ●    |      | ●    | ●    | ●    | ●    |      | ●    | ●    | ●    |      | ●    |      | G    | 5                  |
| Łyżwiarstwo szybkie   |     |     | ●    | ●    | ●    | ●    | ●    | ●    | ●    |      | ●    | ●    |      | ●    |      | ●    | ●    |      | 14                 |
| Narciarstwo alpejskie |     |     |      | ●    | ●    | ●    | ●    | ●    |      | ●    | ●    |      |      | ●    | ●    | ●    | ●    |      | 11                 |
| Narciarstwo dowolne   |     | ●   |      | ●    | ●    |      |      | ●    | ●    | ●    | ●    |      | ●    | ●    | ●    | ●    |      |      | 10                 |
| Saneczkarstwo         |     |     | ●    | ●    | ●    | ●    | ●    | ●    |      |      |      |      |      |      |      |      |      |      | 4                  |
| Short track           |     |     | ●    |      |      | ●    |      |      |      | ●    |      |      | ●    |      | ●    |      |      |      | 8                  |
| Skeleton              |     |     |      |      |      |      |      | ●    | ●    | ●    |      |      |      |      |      |      |      |      | 2                  |
| Skoki narciarskie     | ●   |     | ●    |      | ●    |      |      |      | ●    | ●    |      | ●    |      |      |      |      |      |      | 4                  |
| Snowboarding          |     |     | ●    | ●    | ●    | ●    | ●    | ●    | ●    |      |      | ●    |      | ●    | ●    | ●    | ●    |      | 10                 |
| Liczba konkurencji    |     |     | 5    | 7    | 8    | 8    | 6    | 7    | 5    | 9    | 6    | 3    | 5    | 7    | 8    | 6    | 8    | 4    | 102                |
| Ceremonie             |     | ●   |      |      |      |      |      |      |      |      |      |      |      |      |      |      |      | ●    |                    |

## Klasyfikacja medalowa
| Miejsce | Państwo                      | złoto | srebro | brąz | Razem |
| ------- | ---------------------------- | ----- | ------ | ---- | ----- |
| 1.      | Norwegia                     | 14    | 14     | 11   | 39    |
| 2.      | Niemcy                       | 14    | 10     | 7    | 31    |
| 3.      | Kanada                       | 11    | 8      | 10   | 29    |
| 4.      | Stany Zjednoczone            | 9     | 8      | 6    | 23    |
| 5.      | Holandia                     | 8     | 6      | 6    | 20    |
| 6.      | Szwecja                      | 7     | 6      | 1    | 14    |
| 7.      | Korea Południowa             | 5     | 8      | 4    | 17    |
| 8.      | Szwajcaria                   | 5     | 6      | 4    | 15    |
| 9.      | Francja                      | 5     | 4      | 6    | 15    |
| 10.     | Austria                      | 5     | 3      | 6    | 14    |
| 11.     | Japonia                      | 4     | 5      | 4    | 13    |
| 12.     | Włochy                       | 3     | 2      | 5    | 10    |
| 13.     | Olimpijscy sportowcy z Rosji | 2     | 6      | 9    | 17    |
| 14.     | Czechy                       | 2     | 2      | 3    | 7     |
| 15.     | Białoruś                     | 2     | 1      | 0    | 3     |
| 16.     | Chińska Republika Ludowa     | 1     | 6      | 2    | 9     |
| 17.     | Słowacja                     | 1     | 2      | 0    | 3     |
| 18.     | Finlandia                    | 1     | 1      | 4    | 6     |
| 19.     | Wielka Brytania              | 1     | 0      | 4    | 5     |
| 20.     | Polska                       | 1     | 0      | 1    | 2     |
| 21.     | Ukraina                      | 1     | 0      | 0    | 1     |
| 21.     | Węgry                        | 1     | 0      | 0    | 1     |
| 23.     | Australia                    | 0     | 2      | 1    | 3     |
| 24.     | Słowenia                     | 0     | 1      | 1    | 2     |
| 25.     | Belgia                       | 0     | 1      | 0    | 1     |
| 26.     | Hiszpania                    | 0     | 0      | 2    | 2     |
| 26.     | Nowa Zelandia                | 0     | 0      | 2    | 2     |
| 28.     | Kazachstan                   | 0     | 0      | 1    | 1     |
| 28.     | Liechtenstein                | 0     | 0      | 1    | 1     |
| 28.     | Łotwa                        | 0     | 0      | 1    | 1     |
| Łącznie | Łącznie                      | 103   | 102    | 102  | 307   |

## Prawa telewizyjne do pokazywania zawodów
| Kraj                            | Stacja telewizyjna          |
| ------------------------------- | --------------------------- |
| Francja                         | France Télévision/Eurosport |
| Korea Południowa                | Seoul Broadcasting System   |
| Korea Północna                  | Seoul Broadcasting System   |
| Niemcy                          | ARD/ZDF/Eurosport           |
| Stany Zjednoczone               | NBC                         |
| Australia                       | Seven Network               |
| Chiny                           | CCTV                        |
| Kanada                          | CBC/Radio-Canada            |
| Wielka Brytania                 | BBC/Eurosport               |
| Japonia                         | Japan Consortium            |
| Hongkong i Chiny                | Dentsu                      |
| Bliski Wschód i Afryka Północna | BeIN Sport                  |
| Polska                          | TVP/Eurosport               |
| Ukraina                         | NTKU                        |
| Włochy                          | RAI                         |
| Dania                           | DR                          |
| Singapur                        | Eleven Sports               |